# 却火雀
却火雀，为传说中的鸟名。其状如燕，能灭火，放在火中，火就会散去。记载在《杜阳杂编》卷上。